# William Hogarth
William Hogarth (10 tháng 11 năm 1697 – 26 tháng 10 năm 1764) là họa sĩ, nhà phê bình và nghệ sĩ biếm họa người Anh. Phần lớn các tác phẩm của ông mang tính châm biếm, chế giễu nền chính trị và những hủ tục đương thời. Hogarth được coi là người khởi xướng nghệ thuật biếm họa trong hội họa phương Tây.

## Tác phẩm
- Ngõ rượu Gin
- Cô gái bán tôm
- Lord Lovat trước giờ xử tử
- Bốn giờ trong ngày